# يورغ كوهن
يورغ كوهن هو موضح علمي ‏ ورسام سويسري، ولد في 1940 في ويتينغين في سويسرا، وتوفي في 1 أكتوبر 1964 في زيورخ في سويسرا بسبب لمفوما هودجكين.